# 大学修学能力試験
大学修学能力試験 （だいがくしゅうがくのうりょくしけん、朝：대학수학능력시험）は、大韓民国で実施されている全国統一の大学入学試験である。日本の大学入学共通テストに相当する。修能（スヌン、수능）とも、大修能（テスヌン、대수능）ともいう。
試験の実施・運営は韓国教育課程評価院が行っている。試験日は天災地変などの特異事項がない限り、入学前年11月第3の木曜日に設定され、一日で全ての試験を行う。追試験・再試験は実施されない。

## 概要
国公私立を問わず4年制大学の大部分の志願者がこの試験を受けなければならない。この試験の結果次第で受験できる大学が、そして高校卒業後の人生が決まると言われている。言い換えれば、韓国の青少年における通過儀礼というようなものである。試験結果を悲観した高校生や浪人生が自殺するといった事件も過去に起きている。
高校のカリキュラムにそった学力試験となっており、大学教育に適した能力を受験者が有しているかを測定することを目的としている。試験問題は試験後に公表され、再利用されることはない。大学は、高校作成の「總合生活記録簿」と呼ばれる内申書および2次試験と合わせて総合評価するが、この大学修学能力試験が最大の比重を占める。比重は大学、学科、受験方式により異なる。
問題は教育課程評価院が委託した問題作成委員（大学教授、高校の教員も一部参加）が作成する。試験問題の最終決定までの過程で、チェック委員会のチェックを何回か受ける。機密保持のため、1ヶ月程で作題から検討、印刷、実施までの工程を網羅する。また試験終了後、教育課程評価院は試験問題に対する異議申請を受けて審査した後、最終正解を発表する制度をとっている。
試験場として高校や中学校が使われ、大学は使われない。受験場所として受験者本人が在学している高校以外の高校または中学校が指定され、男女別の試験会場となる。
ちなみに「修学能力試験の日は寒い」というジンクス（通称「修能寒波」）がある。しかし統計的には他の日とさほど変わらないのが実情である。

## 沿革
「大学の自律性を伸長し高校教育の跛行を改善する」という目標の下で、1991年に発表された新しい大学入試制度により、1994年度（1993年実施）から導入されている。第1回の試験は年に2度実施したが、第2回となる1995年度（1994年実施）から年に1度の試験となった。その後、1997年度（1996年実施）から国公立大学では、国語・英語・数学中心の大学別の入学試験が廃止され、内申書に記載された成績（40%以上）、大学修学能力試験の成績、小論文、面接試験、実技などが合否選考の資料となった。
2001年度（2000年実施）には第二外国語領域が追加された。
2005年度（2004年実施）には第二外国語領域にアラビア語が追加された。そのほか携帯電話による大規模カンニング事件が発生し衝撃を与えた。
2011年度（2010年実施）には加熱する予備校等の私教育を抑制し、教育の格差是正、公平化を目的に、問題の70%を韓国教育放送公社（EBS）の教材に連携させる制度が導入される（EBSでは、修能専門のチャンネルがある）。
2014年度（2013年実施）には国語、数学、英語に対してA型とB型のどちらかを選択するという制度が導入されるが、そのうち英語の区分に対しては受験者から不満の声が多く挙がり来年（2015年度）からは廃止される。また、第二外国語領域に基礎ベトナム語が追加された。
2017年度（2016年実施）には国語のA型とB型の区分が廃止され、数学のA型（文系）とB型（理系）の区分がカ型（理系）とナ型（文系）に変更された。また、選択科目だった社会探求領域の韓国史が必須領域で独自の領域に分離され、第二外国語領域の基礎ベトナム語はベトナム語1に変更された。職業探求領域は5科目の中で1科目を選択することから10科目の中で2科目を選択することに変更された。

### 不正行為
2004年、携帯電話を利用した大規模なカンニングが発覚し、関係した学生が処罰された。不正が発覚したのは南部の光州広域市。試験で良い点を取りたい受験生たちがブローカーに1科目30万ウォンを支払う。ブローカーは謝礼で誘い、成績の優秀な受験生約40人を集める。そして、各自が受験会場に携帯電話を持ち込み問題を解く。その結果を携帯電話のメールで外部の中継者に送信する。中継者が40人の受験生からの解答を集計し、最も多かった解答を「正解」と見立て、依頼を受けていた受験生に結果をメールで打ち返す。そのメールを見て、受験生たちは解答用紙に書き写す。集計作業には高校の後輩たちも加わっていたとされ、全体では90人以上が関与したという。試験会場で携帯電話は会場側に預けることになっていたが、チェックが甘かった。
2005年からは試験会場内への携帯電話とMP3プレーヤーなどのすべての電子機器の持込みは厳禁されているほか、シャープペンシルの持ち込みも禁じられている。
また、予備校の校長がコンピュータを使って受講生に解答を送信した事例、母親が最大1,000万ウォンの報酬を条件に替え玉を依頼、親子で住民登録証と願書を偽造していた事例も存在する。

## 問題作成
試験日の約1ヶ月前から、問題出題のために厳選された高校教師、大学教授等で構成された約300人が、それらを監視する国家情報院から来た警備員、調理担当者、医師等と一緒に人里離れた合宿施設に収容される。作成拠点であることを隠すために、施設は内部工事中の建物に偽装した上で、窓までも目張りされる。国家情報院セキュリティの専門家が全ての通信機器とインターネット等を回収並びに切断し、道路に至るまで警察が警戒を務める。そのため、関係者以外が合宿施設の場所を知る方法は一切ない。
韓国教育課程評価院は、出題委員を選抜する過程でも厳重なセキュリティ体制が敷かれる。出題委員の選考に際しては、同評価院の人力プール（常時志願者リスト）に登録した人々の中から選んで一方的に通知し、通知を受けた者は、機務部隊と警察が配布する身元陳述書を作成した後に入る。この時、大学教授と高校教師の割合は同様に調整する。また、過去6次教育課程までは、ほとんどの出題委員がソウル大学出身だったが、これを意識してか、2005年の修能からは「特定の学校出身者を50%以上選抜しないこと」という実施基準ができた。
1ヶ月間、問題だけを作成することはない。実際のところ、草案の問題は長くても5日 - 7日くらいで済むという。その後、1週間 - 1週間半ほど検討過程に入る。市販の参考書（高校納入専用となるものを含めて）等をすべて購入し、万が一出題する問題から参考書に載ったことがある場合、その問題は削除する。また、カリキュラムを逸脱する内容が含まれているかどうか確認するために、教育課程の解説書を常に横に置いて問題文をチェックする。その他、「『間違ったものを選べ』『ないものを選べ』等といった否定的な問題が沢山入ってはならない」、「スピードテスト(speed test)でなく、能力検査(power test)になるようにすること」、「教育価値のある内容としなければならない」等の細かい規制に基づいて問題を変更、削除、再作成する。そのため、草案の問題が最後まで残ることはあまりない。例えば、2005年試験の「言語領域」から出題されたことがあるハイギョの問題は、本来は「高等動物が窒息にかかる進化学的な理由と、それに対する対処法」だった。しかし、選択肢文章が4000字をオーバーしたので、内容を削除してハイギョと進化に関する内容だけが出題された。
加えて、科目別の難易度補正のために全科目の出題者が集まって何度か討議を行う。その討議まで完了するのは試験日の約2週間前であり、試験問題が印刷に入る。更に英語のリスニングの声紋を担当する外国人声優も施設に収容のうえでアフレコに臨む。
非常に多くの検討を重ねた問題でさえも、試験後の異議申し立てが原因で問題作成者のヒューマンエラーが発覚することがある。この時、問題作成者は重大な説明責任を負うことになる。A4用紙一枚に綿密に始末書を書くのだが、そこにはその問題を出題した意図と、問題内容を学術的に説明することができる出典と論文先等を書かなければならない。修能出題委員に抜擢されることを恐れる教授は、長年の監禁生活だけでなく、このようにヒューマンエラーが出た場合の責任と重圧感に負担を感じて固辞する場合もある。
それ故に報酬は非常に良く、時給換算にすると韓国では最高級のアルバイトに匹敵する。一流ホテルレベルの食事が毎日提供され、日給は約30万ウォンほど。収容期間は1ヶ月間であるため、試験問題の作成が無事完了すると、総支給額は約1,000万ウォン（約100万円）近くになる。しかし、1ヶ月間外部と完全に断絶されたまま試験問題を作成するのは、その給料以上に非常に辛く、多大なストレスと戦わなければならない。実際の出題と検討に参加したある教師は、ストレスを考慮すると、1ケ月に1000万ウォンではなく、1億ウォンは与えなければならないかという冗談をしたりする。2012年度の大学修学能力試験を控えて職業探求領域出題委員に選抜された教師が、収容中に心臓発作で殉職したという事例もある。
こうして作られた修能試験の試験問題は試験当日の深夜に各試験場に手厚い警備の下、配送される。
以上のように、韓国の社会的地位を決定する最初のステップとして広く認知される修学能力試験の問題が、厳格な守秘体制とチェック手段の下に作成されていることを知ることができる。

## 出願
願書は卒業見込生（現役生）は在学中の学校に、卒業生は出身学校に、検定考試合格者は現住所管轄市道教育監が指定する場所に提出する。願書受付は本人が直接提出することを原則とし、郵便では受け付けない。特に願書受付時に自分が選択した領域と科目に関しては、受付証発行後は一切変更できない。また、検定料は受験の区分によって3種類に分けられており、3領域以下の受験では37,000ウォン、4領域の受験では42,000ウォン、5領域の受験では47,000ウォンとなっている。
選択した領域と科目が各大学が必要としているものと同じでなければならないため、注意が必要である。また、願書に付ける写真は、最近6ヶ月以内に両耳が見える正面上半身を撮影した、パスポート用規格写真でなければならない。

## 試験内容
受験生は、進学を希望する大学によって各科目を選択して受験する。
| 試験時間                          | 領域                                 | 満点   | 配点          | 問題数                                       | 科目 |
| --------------------------------- | ------------------------------------ | ------ | ------------- | -------------------------------------------- | --- |
| 08:40 ~ 10:00（80分）             | 国語領域（2013年以前は、言語領域）   | 100点  | 2点、3点      | 共通科目34問、選択科目11問                   | 共通科目 - 読書、文学 選択科目 - 話法と作文 - 言語と媒体 |
| 10:30 ~ 12:10（100分）            | 数学領域（2013年以前は、数理領域）   | 100点  | 2点、3点、4点 | 共通科目22問、選択科目8問 (うち、短答式9問） | 共通科目 - 数学Ⅰ、数学Ⅱ 選択科目（1科目のみ選択） - 確率と統計 - 微積分 - 幾何 |
| 13:10 ~ 14:20（70分）             | 英語領域（2013年以前は、外国語領域） | 100点  | 2点、3点      | 45問（うち、聞き取り17問）                   | - 英語 |
| 14:50 ~ 16:37（107分） 30分×3科目 | 韓国史＆探求領域（社会・科学・職業） | 各50点 | 2点、3点      | 各20問                                       | 全員必須科目 - 韓国史領域 - 韓国史 選択科目（2科目まで選択） - 社会探求領域 - 生活と倫理 - 倫理と思想 - 韓国地理 - 世界地理 - 東アジア史 - 世界史 - 政治と法 - 経済 - 社会・文化 - 科学探求領域 - 物理学Ⅰ - 物理学Ⅱ - 化学Ⅰ - 化学Ⅱ - 生命科学Ⅰ - 生命科学Ⅱ - 地球科学Ⅰ - 地球科学Ⅱ - 職業探求領域（2科目受験の場合は成功した職業生活が必須） - 成功した職業生活 - 農業基礎技術 - 工業一般 - 商業経済 - 水産·海運産業の基礎 - 人間発達 |
| 17:05 ~ 17:45（40分）             | 第二外国語/漢文領域                  | 50点   | 1点、2点      | 30問                                         | 1科目のみ選択 - アラビア語Ⅰ - ドイツ語Ⅰ - スペイン語Ⅰ - 中国語Ⅰ - ベトナム語Ⅰ - 日本語Ⅰ - フランス語Ⅰ - ロシア語Ⅰ - 漢文Ⅰ |

## 問題・解答形式
解答は全てマークシート方式で、指定されたペンで塗り潰して解答する。
数学領域は多岐選択式問題と短答式問題がある。短答式問題はセンター試験の解答形式と異なり、解答は全て3桁以内の自然数である。短答式問題の各問には3桁分のマーク欄があり、空白となる位には何も塗り潰さない。例えば答えが「25」の場合、百の桁の数字は何も塗り潰さず、十の桁は2を、一の桁は5を塗り潰す。また負数・虚数・平方根など、自然数以外が解答とはならない。なお、2005年度（2004年）までは短答式はなく、解を解答用紙に直接記す記述式であり、この採点は任命された大学教員が指定された方針に従って行われていた。
英語領域では、リスニングテストが実施されている。以前は軍による監視の下、問題をFM放送を使って各試験会場に送信し、それぞれの校内放送で一斉に聞かせるという形式をとっていた。しかし、受信などでトラブルが発生したため、現在では問題が録音されているCD（試験後は破棄）を校内放送を使って一斉に聞かせる形式に切り替わっている。音量や音質についてのトラブルで、一部の会場で一時停止が行われる。
社会・理科・職業探求で数科目受験している場合、指定された順番通りに解答する。また、試験時間おきに解答用紙が回収される。
問題は全科目とも20 - 45問の独立した問題で成り立っている。日本の大学入学共通テストのように大問のテーマに沿って数問の問題が出される形式ではない。

## 試験結果
試験終了後１ヶ月程で本人に成績が通知される。教育課程評価院が提供する成績は、標準点数（国語・数学領域は平均100標準偏差20、社会探求・科学探求・職業探求領域は平均50標準偏差10）、百分位、「Stanine」（Standard Nine を略した混成語）と呼ばれる９段階の等級の成績（1等級を最上位とする）、の計３種類の指標である（国語・数学・社会探求・科学探求・職業探求領域は標準点数、百分位、等級の計３種類の指標提供。英語・韓国史・第２外国語/漢文領域は等級のみ提供）。各大学は成績の評価方法を事前に公表しているので、受験者は通知された点数を基に、最終的な進学希望大学・学部を決定する。
なお、2008年（2007年実施）は受験者に対して通知するのは等級のみとし、点数は通知しない方針を採った。これに対して受験者から不満の声が多く挙がり、主催側は成績発表日を予定より早く繰り上げる措置を取って対応した。2009年（2008年実施）から従来の方式に戻った。

## 運営

### 大学修学能力試験模擬評価
大学修学能力試験模擬評価は、韓国教育課程評価院が主管し、高校の在学生が受験する全国連合学力評価とは異なり、当該年度の修能受験資格を持つすべての人を対象に実施した試験である。2001年度と2002年度の修能試験の難易度調整の大失敗を経験した後、このような失敗の繰り返しを防止するように、2002年に初めて導入された。導入初期には、9月に1回のみ実施したが、翌年の2004年度からの2回実施（毎年6月、9月）となった。この試験は、大学修学能力試験のような機関で実施される試験であるだけに、その年度の大学修学能力試験の難易度、問題の形態、運用方法などを予測することができるデータの役割も果たしている。出題範囲は、6月には、国語領域と英語領域は、前の範囲であり、残りの領域は、大学修学能力試験の2/3程度である。9月には大学修学能力試験と同等の範囲で出題する。
各領域ごとの試験問題数および実施時間は、大学修学能力試験と同じである。

### 大学修学能力試験の予備実施
大学修学能力試験の予備実施は韓国教育課程評価院が主管し、再構成された修能を初めて見る高校2年生を対象に実施した試験である。試験方法と範囲は、大学修学能力試験と同様に、7次教育課程に変わった2003年と2009年の改正教育課程に変わった2012年に実施した。模擬評価と異なるのは、一部の地域でのみ、実際の試験と同じように経た。成績表のような場合、2003年には、成績表示システムが変わって、この修学能力試験と同じように標準的なスコア、パーセンタイル、評価が記載される。コースが変わった2012年には、原点数が記載されている。
大学修学能力試験の模擬評価と同様に、各領域ごとの試験問題数および実施時間は、大学修学能力試験と同じである。

## 規定

### 受験資格
大学修学能力試験を受験するためには、次のいずれかの要件を満たさなければならない。
- その年の大韓民国の高等学校卒業予定者
- 大韓民国の高等学校卒業者および卒業学力検定試験合格者
- 大韓民国の高等学校卒業学歴と同等以上の学力を認められた人
- 軍事境界線の以北の地域で12年間の教育を受けた人
- 大韓民国以外の国の教育機関から高等学校卒業に相当する学歴を認められた人

### 特別管理対象者
大学修学能力試験を受験する受験者のうち、視覚障害者、聴覚障害者、脳病変障害者等、障害のある受験生や、列挙されなくても、身体的・精神的に一般受験生と一緒に受験することが困難な受験生は、事前に障害があることを証明することができる資料を提出して特別管理対象者を申請し、特別管理対象者の資格で別々に大学修学能力試験を受けることができる。すべての特別管理対象者は、それぞれの市・道教育庁別に1ヶ所以上の別の会場で大学修学能力試験を受験する。また、すべての問題の種類は、"奇数型'試験紙が配られる。試験問題と成績は特別管理対象者同士で処理せず、一般的な受験生のように採点と評価算定が行われる。
特別管理対象者が受験する上で、一定のサービスを提供するために、タイプ別に次のような規定を置いている。

#### 視覚障害受験生
視覚障害者と低視力者に分けて試験を管理をする。
視覚障害者
- 毎時間目一般受験者の試験時間の1.7倍を与え、点字問題用紙を配る。
- 国語の領域、英語、探索領域のテストでは、音声評価資料（問題が録音されたテープ）を提供する。
- 夜8時43分に第5時間目の試験終了。

低視力者
- 毎時間目一般受験者の試験時間に1.5倍に延長
- 拡大問題用紙あり、拡大読書器使用可能
- 夜7時25分に第5時限目の試験終了。

#### 脳病変障害受験生
手、首、目の運動障害が激しく、解答用紙の正常作成が不可能で総合病院の専門医の診断に基づき、総合病院長が脳病変と判定した者。
- 毎時間目一般受験者の試験時間に1.5倍延長する。
- 夜7時25分に第5時限目の試験終了。
- 解答用紙を受験生の指示に基づいて書く者1人を配置する。

#### 聴覚障害受験生
両耳の聴力損失がそれぞれ60デシベル（dB）以上、または1耳の聴力損失が80デシベル（dB）以上、他耳の聴力損失が40デシベル（dB）以上などの聴力損失が多く、特殊教育を必要とする者。ただし、次のように聴力の損失の程度に応じて紙ベースのテスト対象者と補聴器使用者に区分する。
- 英語の領域のリスニング質問を紙ベースのテストに置き換えたり、補聴器を使用することができる。
- 但し、昼食時間や休憩時間を短縮し、一般受験生との公平性を確保する。

ここで列挙されていない特別管理対象者は、別々の試験場、試験室と "奇数型'試験紙配ら以外に一般受験生と同じように試験を受けている。

## 周囲の応援体制

### 試験における慣習
韓国でも試験の数週間前から「合格祈願グッズ」が登場する。「志望校にくっつく」という意味合いを込めて、飴や餅が多く販売されている。保護者の中には試験当日に会場の門や壁に水飴をくっつける者もいる。また、寺院へ受験票を持参し、合格祈願する保護者の姿もよく見られる（韓国の寺院では縁起物の販売は行われていない）。逆に、試験に「滑る」ことから、ワカメスープは喫食しないという俗説もある。
試験当日には早朝から各学校の後輩たちがコーヒーやパンなどの朝食を準備し、高校名が書かれたプラカードを掲げて試験会場に入る先輩に高得点を祈願して応援する光景が見受けられる。また後輩だけでなく、予備校のスタッフも総出で学生たちを応援する。
試験終了後には、様々な企業が試験を終えた受験生のために多彩な無料イベントを開催している。

### 受験生保護とその手段
交通機関
受験生は試験開始30分前までに試験場に到着しなければならないため、朝6時から朝8時まで地下鉄などの交通機関が増便される。ソウル・釜山・大邱・仁川・光州・大田の地下鉄では、朝のラッシュ時用のダイヤを通常の午前7時 - 9時から午前6 - 10時に拡大する。
市内を走るバスも集中投入するほか、個人タクシーの営業規制も解除される。
ちなみに、陸軍がヘリを使って離島に住む受験生を試験会場へ輸送することもある。
受験生の緊急輸送
時間に間に合わない受験生の輸送には地下鉄の駅などに待機しているパトカーや白バイ、救急車が協力してサイレンを鳴らしながら行なわれる。またボランティアの父母らでつくる「緊急送迎隊」も組織され、バイクなどで受験生を会場まで送り届けることもある。
聞き取り試験
聞き取り試験が実施される午後1時10分から30分間はバスや電車などあらゆる運送手段が試験場周辺を徐行しなければならず、警笛の使用も禁止される。飛行機の離着陸までも調整される。会場周辺で騒音が発生する工事はできない。
以前、試験中に米軍機が訓練をしたとして対米感情が一気に悪化した地域もあるという。警察は試験会場の半径100メートル以内で車両の進入を制限し駐車も禁止する。
その他
朝から試験会場の近くには警察が5メートル間隔で待機している。試験場の高等学校や試験場と隣接している中学校は休校日となり、済州島を除く韓国の官公庁や企業の出勤時間、大・高・中・小学校の登校時間も交通渋滞防止のために通常より1時間繰り下げられる。試験会場には警察官が常駐して、周辺の警備や交通整理に当たっている。

## その他
- 現役と浪人の割合は約3：1となっている。
- 携帯電話持ち込み防止のために、金属探知機による身体検査も一部では実施される。なお、携帯電話を持ち込むと「不正行為とみなされる行為」として翌年の試験も受験できなくなる。
- 第二外国語・漢文領域で例年最も選択者が多いのは日本語である。2023年度大学修学能力試験基準で日本語の受験者は10,358名で第二外国語受験者中25.8%が受験した。